# Edvard Carleson
Edvard Carleson (1704-1767) est un écrivain et économiste suédois. 
Il a été chargé d'affaires suédois envoyé à Constantinople pour négocier le remboursement de la dette du roi Charles XII de Suède.
Son témoignage donne des informations de première main sur l'histoire de la presse dans l'Empire ottoman.